# Prosopis chilensis
Prosopis chilensis és una espècie d'arbre d'Amèrica del Sud de la família de les lleguminoses que creix a la zona central de Xile, a Perú i a l'Argentina, isolada a llocs secs, principalment a les valls, trobant-se entre els 500 a 1.850 msnm. És molt freqüent a l'espinal xilè, una comunitat vegetal característica del Valle Central de Xile, així com a les pastures naturals.
És un arbre que creix en condicions molt dures, tolerant condicions de sequera, sals i sorra, amb un sistema d'arrels molt desenvolupat. És a dir, és una espècie extremadament eficient amb el consum d'aigua, produint la majoria dels fruits en anys de sequera. Utilitza una estratègia intermèdia entre els caducifolis, que perden totes les fulles, i els perennifolis que les conserven. Així, segons la vigorositat de l'exemplar i de la climatologia, poden conservar una part de les fulles durant més o menys temps, i aprofitar al màxim els recursos disponibles. Amb el canvi climàtic i l'augment de les temperatures moltes plantes semicaducifòlies triguen més a perdre la fulla, i s'aproximen cada cop més a l'estratègia dels perennifolis.
La fusta és d'excel·lent qualitat com a combustible per a produir carbó. També en destaquen els fruits, els quals són rics en proteïnes i s'utilitzen per a alimentar al bestiar i també en mengen els indígenes xilens i argentins. Antigament es feia servir per a combatre afeccions cardíaques.